# کوشی، آنگولا
کوشی (به انگلیسی: Cuchi) شهری در استان کواندو کوبانگو واقع در کشور آنگولا است که در سال ۲۰۰۹ میلادی ۱۶٬۲۷۴ نفر جمعیت داشته است.